# Bianka Lamade
Bianka Lamade (née le 30 août 1982 à Leonberg) est une joueuse de tennis allemande, professionnelle de 2000 à 2004.
Elle a gagné un tournoi WTA en simple au cours de sa carrière, en 2001 à Tachkent.

## Palmarès

### Titre en simple dames
| No | Date       | Nom et lieu du tournoi  | Catégorie | Dotation  | Surface    | Finaliste       | Score         |          |
| -- | ---------- | ----------------------- | --------- | --------- | ---------- | --------------- | ------------- | -------- |
| 1  | 11/06/2001 | Tashkent Open, Tachkent | Tier IV   | 140 000 $ | Dur (ext.) | Seda Noorlander | 6-3, 2-6, 6-2 | Parcours |

### Finale en simple dames
Aucune

### Titre en double dames
Aucun

### Finales en double dames
| No | Date       | Nom et lieu du tournoi  | Catégorie | Dotation  | Surface      | Vainqueures                      | Partenaire        | Score    |          |
| -- | ---------- | ----------------------- | --------- | --------- | ------------ | -------------------------------- | ----------------- | -------- | -------- |
| 1  | 22/10/2001 | SEAT Open Luxembourg    | Tier III  | 170 000 $ | Dur (int.)   | Elena Bovina Daniela Hantuchová  | Patty Schnyder    | 6-3, 6-3 | Parcours |
| 2  | 17/06/2002 | Ordina Open Bois-le-Duc | Tier III  | 170 000 $ | Gazon (ext.) | Catherine Barclay Martina Müller | Magdalena Maleeva | 6-4, 7-5 | Parcours |

## Parcours en Grand Chelem

### En simple dames
| Année | Open d'Australie | Open d'Australie | Internationaux de France | Internationaux de France | Wimbledon       | Wimbledon        | US Open         | US Open              |
| ----- | ---------------- | ---------------- | ------------------------ | ------------------------ | --------------- | ---------------- | --------------- | -------------------- |
| 2001  | -                | -                | 1er tour (1/64)          | Amanda Coetzer           | 2e tour (1/32)  | Elena Dementieva | 1er tour (1/64) | Evgenia Kulikovskaya |
| 2002  | 2e tour (1/32)   | Nathalie Dechy   | 1er tour (1/64)          | Venus Williams           | 1er tour (1/64) | Elena Dementieva | -               | -                    |

À droite du résultat, l’ultime adversaire.

### En double dames
| Année | Open d'Australie             | Open d'Australie           | Internationaux de France     | Internationaux de France | Wimbledon                  | Wimbledon                 | US Open                     | US Open                |
| ----- | ---------------------------- | -------------------------- | ---------------------------- | ------------------------ | -------------------------- | ------------------------- | --------------------------- | ---------------------- |
| 2001  | 1er tour (1/32) Andrea Glass | Alice Canepa Maja Matevžič | 2e tour (1/16) P. Schnyder   | Kimberly Po N. Tauziat   | 2e tour (1/16) P. Schnyder | Iva Majoli H. Nagyová     | 1er tour (1/32) P. Schnyder | Navrátilová A. Sánchez |
| 2002  | 1er tour (1/32) P. Schnyder  | E. Gagliardi Meilen Tu     | 2e tour (1/16) Vanessa Henke | Cara Black Likhovtseva   | 1er tour (1/32) S. Reeves  | T. Perebiynis T. Poutchek | -                           | -                      |
| 2003  | -                            | -                          | 2e tour (1/16) M. Müller     | E. Gagliardi P. Schnyder | 1er tour (1/32) M. Müller  | Silvia Farina T. Garbin   | 1er tour (1/32) A. Myskina  | Teryn Ashley A. Spears |

Sous le résultat, la partenaire ; à droite, l’ultime équipe adverse.

## Parcours en Fed Cup
| #                                                                     | Date       | Lieu     | Surface      | Gagnante(s)                      | Perdante(s)                   | Score          |          |
|                                                                       |            |          |              |                                  |                               |                |          |
| 2001 - 1/4 de finale (groupe mondial) - Allemagne - Argentine - 1 : 4 |            |          |              |                                  |                               |                |          |
| 1                                                                     | 21/07/2001 | Hambourg | Terre (ext.) | Clarisa Fernández Laura Montalvo | Andrea Glass Bianka Lamade    | 6-4, 5-7, 6-2  | Parcours |
|                                                                       |            |          |              |                                  |                               |                |          |
| 2001 - Round robin (groupe mondial) - Belgique - Allemagne - 3 : 0    |            |          |              |                                  |                               |                |          |
| 2                                                                     | 07/11/2001 | Madrid   | Terre (int.) | Kim Clijsters                    | Bianka Lamade                 | 6-3, 6-1       | Parcours |
| 2                                                                     | 07/11/2001 | Madrid   | Terre (int.) | Els Callens Laurence Courtois    | Bianka Lamade Barbara Rittner | 6-4, 6-75, 6-1 | Parcours |
|                                                                       |            |          |              |                                  |                               |                |          |
| 2001 - Round robin (groupe mondial) - Australie - Allemagne - 0 : 3   |            |          |              |                                  |                               |                |          |
| 3                                                                     | 08/11/2001 | Madrid   | Terre (int.) | Bianka Lamade                    | Alicia Molik                  | 7-62, 7-5      | Parcours |
|                                                                       |            |          |              |                                  |                               |                |          |
| 2001 - Round robin (groupe mondial) - Espagne - Allemagne - 2 : 1     |            |          |              |                                  |                               |                |          |
| 4                                                                     | 09/11/2001 | Madrid   | Terre (int.) | Virginia Ruano Arantxa Sánchez   | Bianka Lamade Martina Müller  | 6-3, 2-6, 6-0  | Parcours |
|                                                                       |            |          |              |                                  |                               |                |          |
| 2002 - 1/4 de finale (groupe mondial) - Espagne - Allemagne - 5 : 0   |            |          |              |                                  |                               |                |          |
| 5                                                                     | 20/07/2002 | Majorque | Terre (ext.) | Virginia Ruano Magüi Serna       | Bianka Lamade Barbara Rittner | 6-3, 6-3       | Parcours |

## Classements WTA en fin de saison

### En simple
| Année | 2000 | 2001 | 2002 | 2003 | 2004 |
| Rang  | 127  | 67   | 223  | 176  | 1050 |

Source : (en) « Classements de Bianka Lamade », sur le site officiel du WTA Tour

### En double
| Année | 2000 | 2001 | 2002 | 2003 | 2004 |
| Rang  | 104  | 75   | 159  | 102  | 530  |

Source : (en) « Classements de Bianka Lamade », sur le site officiel du WTA Tour